# دیدیه فلامان (شمشیرباز)
دیدیه فلامان (فرانسوی: Didier Flament‎؛ زادهٔ ۴ ژانویهٔ ۱۹۵۱) شمشیرباز اهل فرانسه است.
وی در مسابقات کشوری و بین‌المللی در مجموع برندهٔ ۱ مدال طلا، ۱ مدال برنز شده‌است.